# Флаг Уфимского района
Флаг Уфи́мского района является официальным символом муниципального района Уфимский район Республики Башкортостан Российской Федерации и служит знаком единства его населения.
Флаг утверждён 3 июля 2006 года и внесён в Государственный геральдический регистр Российской Федерации с присвоением регистрационного номера 3231.

## Описание
«Прямоугольное полотнище с соотношением ширины к длине 2:3, состоящее из двух равновеликих вертикальных полос: красного (у древка) и зелёного цвета, в центре которого — скачущий конь белого цвета».
Данное описание флага было утверждено Геральдическим советом при Президенте Российской Федерации, но решением Совета муниципального района Уфимский район Республики Башкортостан от 3 июля 2006 года № 7 «О флаге муниципального района Уфимский район» было утверждено следующее описание флага:
«Прямоугольное полотнище с отношением ширины к длине 2:3 разделено на две равные горизонтальные полосы красного и зелёного цветов. В центре фигуры флага района: бегущий белый конь».

## Обоснование символики
Флаг, разработанный на основе герба, языком символов и аллегорий отражает исторические, культурные и экономические особенности района.
История и развитие Уфимского района тесно связана с возникновением города Уфы как города-крепости и становлением как столицы Республики Башкортостан. Особенностью района также является его географическое положение вокруг крупного экономического и политического центра республики. Все это обусловило то, что территория района была центром крупных исторических событий. Жители района бережно хранят память о крестьянском восстании за волю и свободу под руководством Е. Пугачева, штаб которого находился в селе Чесноковке. В гуще событий оказался район в годы гражданской войны. Во время Великой Отечественной войны здесь формировалась легендарная 112-я Башкирская кавалерийская дивизия под командованием генерала М. Шаймуратова. Поэтому центральной фигурой флага выбран скачущий белый конь — как народная память о прошлом и символ устремлённости в будущее.
Красный цвет символизирует патриотизм, преданность Родине, свободу, благородство, а также кровь, пролитую за отечество.
Зелёный цвет — это символ жизни, вечности, изобилия, плодородия, покоя и мира.